# Isachne villosa
Isachne villosa là một loài thực vật có hoa trong họ Hòa thảo. Loài này được (Hitchc.) Reeder mô tả khoa học đầu tiên năm 1948.